# ويليام والاس براون
ويليام والاس براون (بالإنجليزية: William Wallace Brown)‏ هو محامي وسياسي أمريكي، ولد في 22 أبريل 1836 في الولايات المتحدة، وتوفي في 4 نوفمبر 1926 في برادفورد في الولايات المتحدة. حزبياً، نشط في الحزب الجمهوري. وقد انتخب عضو مجلس نواب بنسيلفانيا وانتخب عضو مجلس النواب الأمريكي.